# Peso al nacer
El peso al nacer se refiere al peso de un bebé inmediatamente después de su nacimiento. Tiene correlación directa con la edad a la que nació el bebé y puede estimarse durante el embarazo midiendo la altura uterina. Un neonato que se halle dentro del rango normal de peso para su edad gestacional se considera apropiado para la edad gestacional (AEG), mientras que el que nace por encima o por debajo del límite definido para la edad gestacional ha sido expuesto a un desarrollo fetal que lo predispone a complicaciones tanto para su salud como para la de su madre.
Se han realizado varios estudios, con distintos niveles de éxito, de demostrar la relación entre el peso al nacer y condiciones en la vida adulta tales como: diabetes, obesidad, tabaquismo e inteligencia

## Epidemiología
El peso al nacer es una variable usada con frecuencia por epidemiólogos para evaluar las posibilidades de supervivencia de un recién nacido en sus primeros momentos de vida, así como para valorar las condiciones de la mujer de la determinada sociedad.
La incidencia del peso al nacer fuera del AEG es influenciado por los padres en un número de maneras, incluyendo:
- Genética;
- Factores medioambientales, incluyendo la exposición al humo del tabaco y sustancias tóxicas.[3]
- El estatus económico de los padres ha dado resultados inconsistentes de acuerdo a un estudio realizado en el 2010.[4]
- La salud de la madre, en particular durante el embarazo;
- Historia personal o familiar de neonatos fuera del AEG.
- Otros factores como los embarazos múltiples también son factores que afectan el peso del recién nacido.

## Patologías

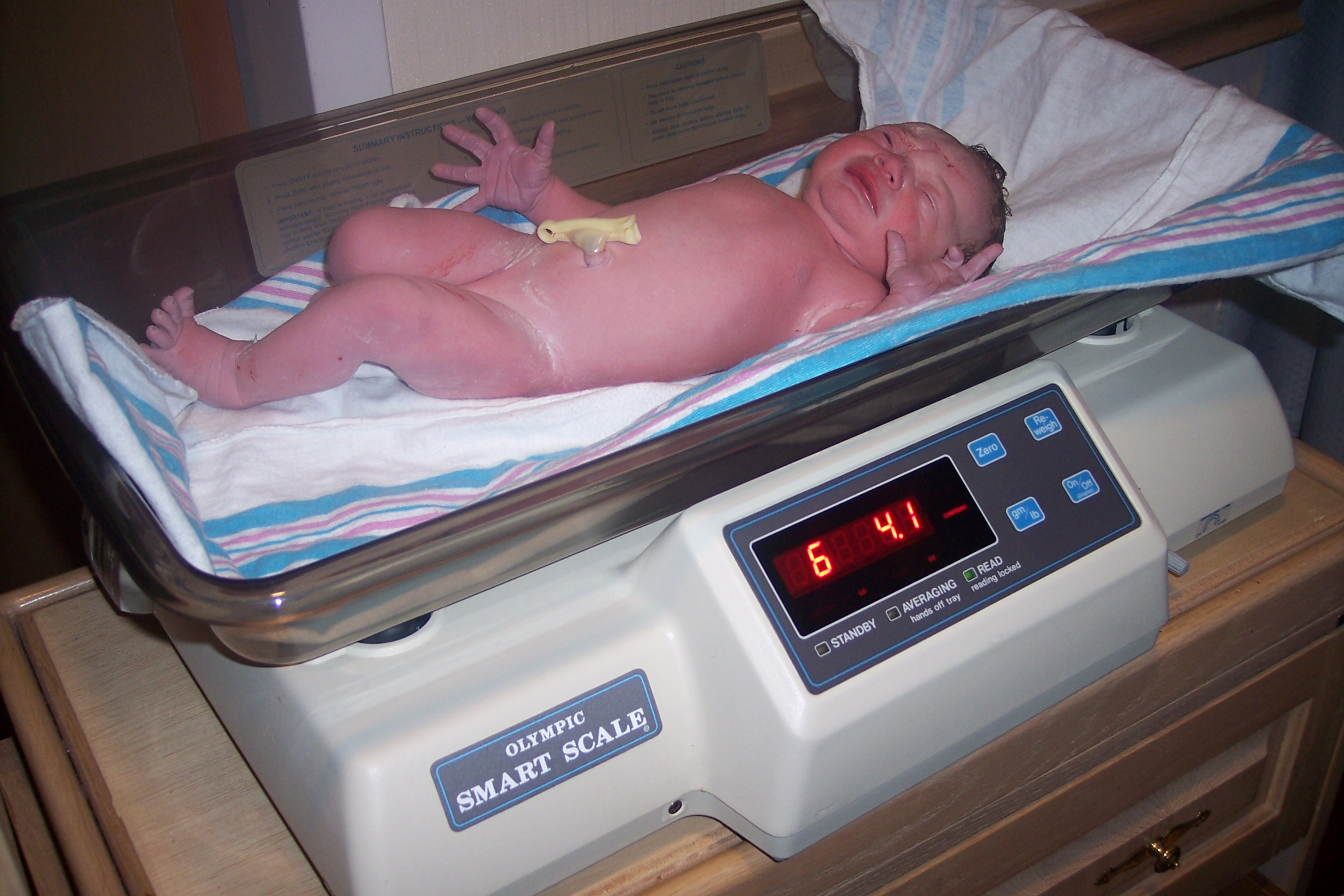
Bebé pesado acorde a su edad gestacional.

Ha habido numerosos estudios que intentan, con varios grados de éxito, demostrar la relación entre el peso al nacer y las condiciones de vida posteriores, incluyendo la diabetes, obesidad, tabaquismo, algún trastorno generalizado del desarrollo y la inteligencia.
En un trabajo publicado por la revista Nature, se han encontrado fuertes correlaciones genéticas negativas entre el peso al nacer y la diabetes mellitus tipo 2 la presión sanguínea sistólica o la enfermedad coronaria. Por el contrario, se ha observado una fuerte correlación positiva entre valores bajos de peso al nacer y aspectos antropométricos o rasgos relacionados con la pubertad.

### Obesidad
Un bebé que nace pequeño o grande (cualquiera de los dos extremos) para la edad gestacional puede estar en un riesgo mayor al normal de ser obeso durante su vida.

### Diabetes
Aquellos recién nacidos con un peso al nacer bajo pueden tener un aumentado riesgo de desarrollar en algún punto de sus vidas, diabetes mellitus tipo 2.
Mediante un análisis genómico GWAS se han obtenido un total de 84 loci reportados de la diabetes tipo 2 que presentan asociación con el peso al nacer. 
Analizándolos de manera individual, se concluye que existen alelos con riesgo de presentar esta enfermedad asociados fuertemente a valores inferiores de peso al nacer, como por ejemplo  ADCY5,  CDKAL1 y  HHEX-IDE, frente a otros como  ANK1 y  MTNR1B lo están con valores altos de peso al nacer.

### Inteligencia
Algunos estudios han demostrado una correlación directa entre un peso aumentado al nacer y un cociente intelectual elevado.

### Altura
422 loci han sido encontrados mostrando una fuerte correlación genética positiva entre altura y peso al nacer. Esto puede indicar que los efectos de los loci relacionados con este parámetro comienzan de manera prenatal y persisten hasta la edad adulta.

## Efectos sobre la madre
Hay cierta evidencia de una correlación entre el peso al nacer de un bebé y el riesgo de su madre de contraer una enfermedad cardiovascular.
En el artículo citado en referencias publicado en Nature, realizaron un GCTA  usando 4.382 parejas madre-hijo con la finalidad de analizar quién proporcionaba mayor contribución genética, si el hijo o la madre, respecto a los 60 loci asociados con el peso al nacer. El resultado que obtuvieron fue que en aproximadamente el 93 % de estos loci la contribución fetal era mucho mayor que la materna, siendo esta última recibida por el feto por vía intrauterina.

## Anormalidades
Un bajo peso al nacer puede ser causado por un nacimiento antes del término del embarazo (es decir, a una edad previa al período de gestación en el cual se da el parto), porque el feto haya tenido una tasa de crecimiento prenatal baja o una combinación de ambas. Ciertas enfermedades de la madre pueden provocar bajo peso al nacer, como la enfermedad celíaca sin diagnosticar y sin tratar.
Un peso mayor al promedio al nacer puede darse porque el feto haya tenido una tasa de crecimiento prenatal mayor.

## Asociación genética entre peso al nacer y enfermedades en el adulto
Diversos estudios basados en asociaciones del genoma, han obtenido como resultado la existencia de asociaciones entre el peso al nacer y ciertas enfermedades en el adulto, entre las que destacan las enfermedades metabólicas como la diabetes mellitus tipo 2 o enfermedades cardiovasculares.
Realizando un estudio GWAS, han sido encontrados 60 loci relacionados con el peso al nacer. Entre estos 60 loci, destacan por ejemplo ZBTB7B, HMGA1 y PTCH1.